# De gesloten koffer
 De gesloten koffer is het 22ste album uit de Belgische stripreeks De avonturen van Urbanus en verscheen in 1989. Het werd getekend door Willy Linthout en bedacht door Urbanus zelf.

## Verhaal
Eufrazie en Cesar zijn weer samen, sinds album 20 hadden ze ruzie. Nu dat alles bijgelegd is, schrijft Cesar een toneelstuk.

## Culturele verwijzingen
- In dit album wordt er verwijzing gemaakt naar het kapsel van Jommeke door een geel strooien rokje.